# First death
「first death」（ファースト・デス）は、日本のロックバンド・凛として時雨のギター・ボーカルであるTKがTK from 凛として時雨名義として発表した8枚目のCDシングル。デジタル配信シングルとしてソニー・ミュージックアソシエイテッドレコーズより2022年11月30日に各音楽配信サービスにてリリースされ、2022年12月21日に8枚目のCDシングルとして発売された。

## 背景
前作の「As long as I love/Scratch (with 稲葉浩志)」より約8ヶ月ぶりのリリースとなる。
本楽曲は、テレビアニメ『チェンソーマン』の第8話エンディングテーマとして使用されており、TKがテレビアニメの主題歌を担当するのは、『15周年 コードギアス 反逆のルルーシュ』のエンディングテーマに使用された「will-ill」以来約1年1ヶ月ぶりである。

TKはテレビアニメ『チェンソーマン』のエンディングテーマの1つに起用されたことについて、次のようにコメントをしている。
| 「                    | ストーリーと作画から滲み出る血液で僕は永久完全なる臓器を作り上げることが出来ました。 僕の中に宿るチェンソーを拾い集めて、すべての殺傷能力をこの作品に捧げます。ノーベル賞は僕のものですか？ | 」 |
| —TK from 凛として時雨 | |    |

2022年11月30日には本楽曲の先行配信が開始された。この日は本楽曲が使用された『チェンソーマン』の第8話の放送日であり、放送直後にはTwitterで「first death」やその関連ワードがトレンド入りした。
同年12月21日に完全生産限定盤としてCDシングルがリリースされた。CDには表題曲と本楽曲のインストゥルメンタル版、アニメサイズ版の他、アメリカのDJであるSlushiiが本楽曲をリミックスしたバージョンも収録された。
同年12月23日に「TK from 凛として時雨“last death”」のKBSホール公演で初披露された。本楽曲が初披露されたときのライブ映像は同年12月27日22時にYouTubeにてプレミア公開された。
尚、レコーディングのドラマーとして長らくB'zのサポートドラマーを務めていたシェーン・ガラスが参加しており、マスタリングはボカロPであるGigaが手掛けている。

## 評価
- 音楽ライターの森朋之は、「爆発的なダイナミズムを放ちながら疾走するビート、そしてTK特有の鋭利なファルセットボイスが躍動するメロディとがぶつかり合う超アッパーチューン。『チェンソーマン』の世界観と共鳴しながら、さらなる高みへと達する飛躍力に驚愕させられる。デンジ、姫野先輩、アキの感情が絡み合い、第8話のストーリーとつながりながら、愛と死が交錯する世界へと誘うリリックも秀逸だ」と本楽曲を評価した[10]。
- 音楽ライターの西廣智一は、「起伏に富みながらも全体的に疾走感の強い曲調、随所にデジタルテイストを散りばめることで無機質感を漂わせたサウンドの上でのたうち回るように鳴り響くギター、ヒステリックなハイトーンと繊細さの伝わるファルセットを交えたボーカルワークなど、たった4分の中にさまざな要素が凝縮された情報量の多さは、さすがTKといったところだろう」とTKとともに本楽曲を評価した[11]。

## チャート成績
2022年11月30日付のiTunesでは国内総合1位を記録し、2022年12月7日付のBillboard Japan Hot 100では初登場63位、Billboard Japan Download Songsでは初登場8位を記録した。また、香港とチリのロックチャートでも1位を記録した。

## ミュージックビデオ
2022年12月6日22時にミュージックビデオがYouTubeにてプレミア公開された。監督は映像ディレクターの依田伸隆。

## 収録内容
| 全作詞・作曲: TK from 凛として時雨。 |                                 |                      |                      |                               |       |
| #                                    | タイトル                        | 作詞                 | 作曲・編曲           | 編曲                          | 時間  |
| 1.                                   | 「first death」                 | TK from 凛として時雨 | TK from 凛として時雨 | TK from 凛として時雨          | 04:02 |
| 2.                                   | 「first death (Instrumental)」  | TK from 凛として時雨 | TK from 凛として時雨 | TK from 凛として時雨          | 04:02 |
| 3.                                   | 「first death (TV edit)」       | TK from 凛として時雨 | TK from 凛として時雨 | TK from 凛として時雨          | 01:31 |
| 4.                                   | 「first death (Slushii Remix)」 | TK from 凛として時雨 | TK from 凛として時雨 | Slushii, TK from 凛として時雨 | 03:13 |
| 合計時間:                            | 合計時間:                       | 合計時間:            | 12:50                |                               |       |

## タイアップ
| 年     | 楽曲        | タイアップ                                          |
| ------ | ----------- | --------------------------------------------------- |
| 2022年 | first death | TVアニメ『チェンソーマン』第8話エンディング・テーマ |